# Fuerzas Armadas de México
Las Fuerzas Armadas de México son el conjunto de instituciones militares constituidas legalmente para garantizar la soberanía, integridad territorial, independencia y seguridad interior del país; además de colaborar con las autoridades para auxiliar a la población en situaciones de emergencia social, así como promover acciones cívicas o de beneficio comunitario. El presidente de México es el Comandante Supremo de las Fuerzas Armadas, lo que lo convierte en el único facultado para disponer de ellas; sin embargo la legislación normativa y la autorización de sus acciones están supeditadas al Senado de la República.
Están integradas por cuatro instituciones militares permanentes, agrupadas en dos Secretarías de Estado que son: Secretaría de la Defensa Nacional (a cargo del Ejército Mexicano, la Fuerza Aérea Mexicana y la Guardia Nacional de México) y Secretaría de Marina (a cargo de la Armada de México).
Actualmente las Fuerzas Armadas de México se destacan por el combate permanente contra el tráfico de narcóticos y en el auxilio a la población civil ante desastres naturales.
Todos los ciudadanos mexicanos varones tienen obligación legal de prestar un año de servicio militar obligatorio al cumplir los 18 años de edad, que es la mayoría de edad en México. Este servicio se hace mediante sorteo de los conscriptos; sin embargo, se puede ingresar voluntariamente en las Fuerzas Armadas desde los 16 años de edad, con consentimiento de los tutores legales.
Estas fuerzas armadas tienen la singularidad por ser las únicas del mundo que no están en una misma Secretaría o Ministerio y que no tienen un Estado Mayor Conjunto de Operaciones.

## Antecedentes

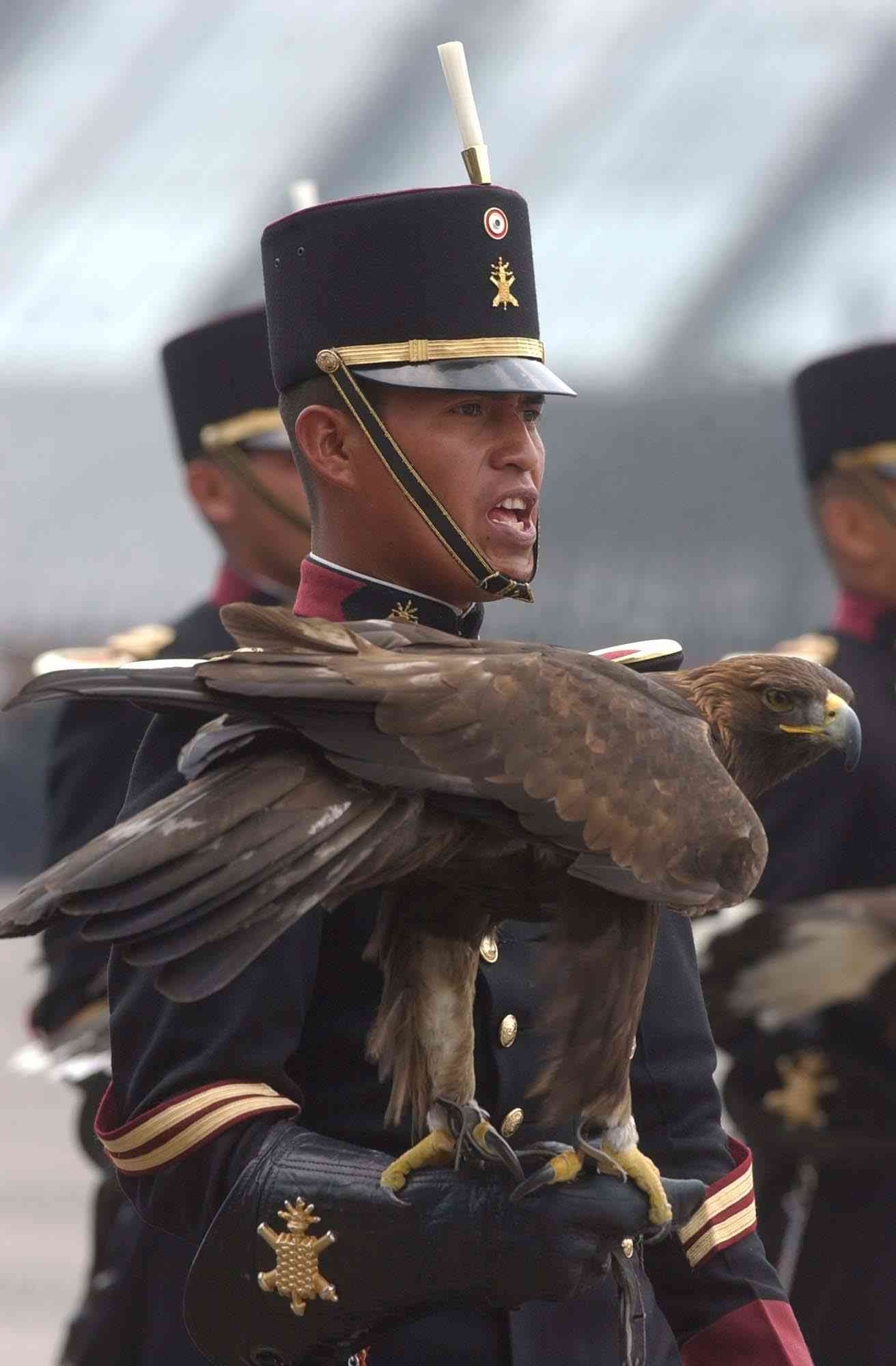
Cadete del Heroico Colegio Militar de México.

Las Fuerzas Armadas de México surgen al consumarse la independencia del país el 28 de septiembre de 1821, al día siguiente que el Ejército de las Tres Garantías entra triunfante en la ciudad de México. A la cabeza de las entonces fuerzas armadas imperiales, tanto del ejército y de la armada, es nombrado generalísimo y almirante Agustín de Iturbide. Ese mismo año, para encabezar ambas fuerzas militares, se crea la Secretaría de Guerra y Marina. Desde entonces los titulares del Poder Ejecutivo han sido a la vez los Comandantes Supremos de las Fuerzas Armadas, quienes ejercían su mando a través de su secretario de Guerra y Marina (actualmente a través de los secretarios de la Defensa Nacional y de la Marina).

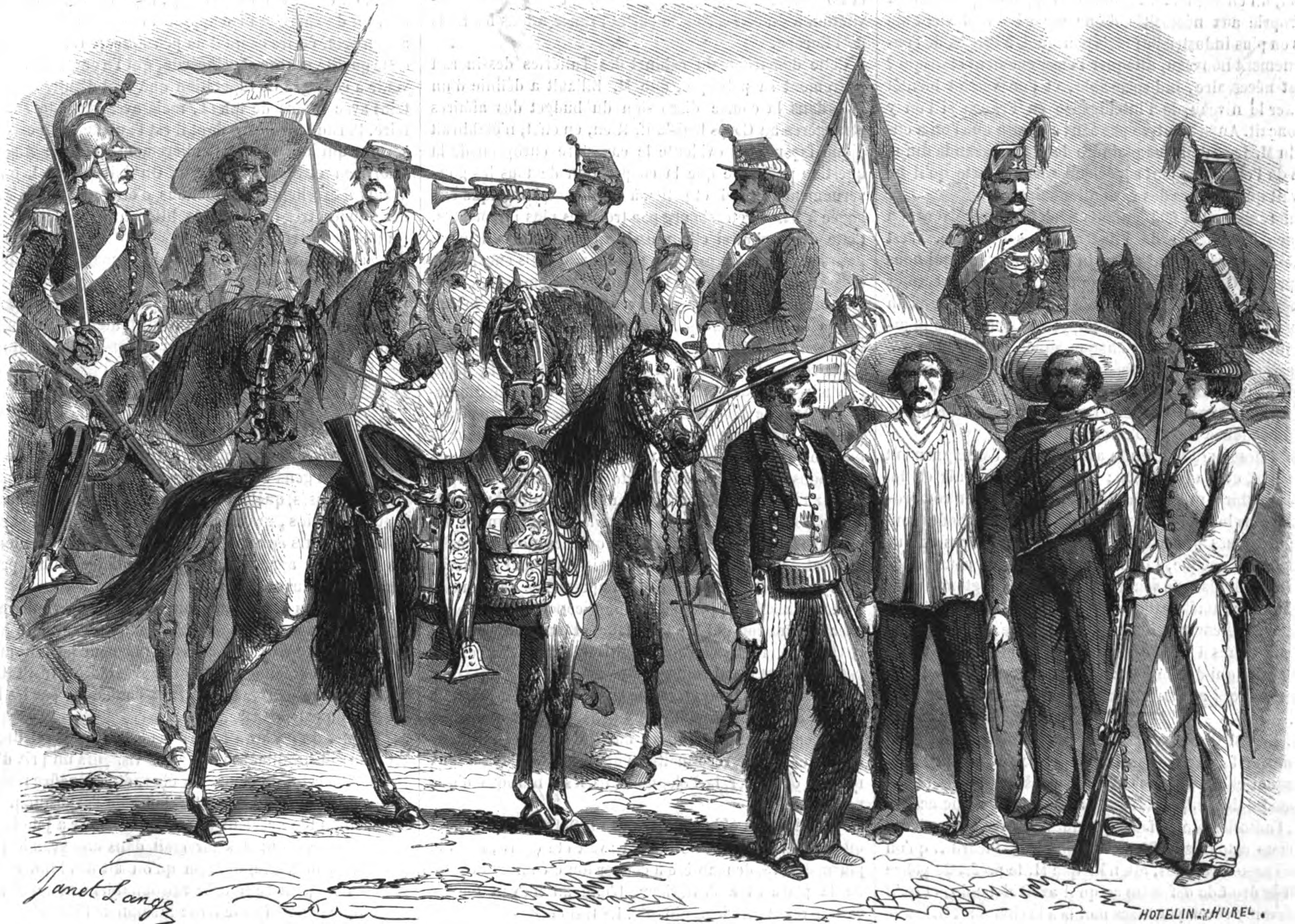
Soldados del Ejército Mexicano (L'Illustration, 1863).

Durante los siguientes 46 años, de 1821 a 1867, las fuerzas armadas mexicanas, especialmente el Ejército Mexicano, serán protagonistas de innumerables golpes de Estado, levantamientos armados, motines, revoluciones, guerras civiles y guerras internacionales. Después de 1867, se vivirá en el país, poco a poco, un tránsito hacia la pacificación del país. La paz termina con el inicio de la Revolución mexicana en 1910 y tras sucederse varios levantamientos postrevolucionarios, nuevamente el país se pacífica hacia mediados del siglo XX.
La vocación pacifista de la política exterior, la naturaleza defensiva de las fuerzas armadas y la postura neutral de la geopolítica mexicana tienen su origen en la serie de acontecimientos que se sucedieron después de la invasión estadounidense de 1914. El rechazo a la ocupación de parte de todas las facciones políticas y armadas que combatían en ese momento en la Revolución mexicana, y la marcada animadversión que generaba la presencia estadounidense entre todos los sectores populares, modificó la visión injerencista estadounidense hacia México, pues no encontraba el respaldo que si lograba en las invasiones en Nicaragua (1912), Haití (1915) y República Dominicana (1916), lo que llevó a evitar la intervención directa en la guerra interna de México; posteriormente la nueva postura se vio reforzada con el fracaso de la invasión para capturar a "Pancho" Villa en 1916. Luego de la declaración formal de la neutralidad mexicana con la Doctrina Carranza en 1919, el propio estado mexicano dejó de contemplar el uso de la fuerza fuera de las fronteras nacionales. 
Sin embargo el momento definitivo ocurrió en el contexto de la crisis diplomática entre México y Estados Unidos de 1926-1927, derivada del rompimiento del Tratado de Bucareli. La tensión llegó a tal nivel, que círculos cercanos al gobierno de Calvin Coolidge ejercían presión para una invasión armada total, en tanto los círculos del presidente Plutarco Elías Calles preparaban una eventual defensa. En abril de 1927 agentes del líder obrero Luis N. Morones, actuando como espías, sustrajeron los planes de la pretendida invasión y con el amague de su revelación pública obligaron a la parte estadounidense a permanecer en la vía diplomática. No obstante, los planes revelados años más tarde, manifestaban la desestimación de la opción militar por parte de Estados Unidos, al considerar sus estrategas que una ocupación total del territorio mexicano acarrearía enormes costos humanos, materiales y económicos, poco viables de sostener a largo plazo, y se describían dificultades como la eventual resistencia popular a gran escala y la inestabilidad interna que generaría contener a mexicanos residentes en suelo estadounidense que pudieran oponerse a la invasión. Este antecedente sirvió de base en 1944 para la reforma a la Secretaría de Guerra y Marina, promovida por el titular y expresidente Lázaro Cárdenas; en ella, al descartarse de forma permanente la amenaza estadounidense (por lo costoso que resultaría para ellos), sumada a la línea política de la Doctrina Estrada, las Fuerzas Armadas establecieron la doctrina de la guerra irregular y la prohibición de compra de armamento ofensivo, el despacho cambió de nombre a Secretaría de la Defensa Nacional y el Departamento de Marina se elevó a rango de secretaría.
Durante la participación de México en la Segunda Guerra Mundial, el arma de aviación del Ejército Mexicano es elevada al rango de fuerza armada como la Fuerza Aérea Mexicana, para configurar la actual división tripartita de las Fuerzas Armadas de México.
A pesar de la declarada neutralidad, México fue uno de los países firmantes del Tratado Interamericano de Asistencia Recíproca en 1947, un acuerdo de defensa mutua y colectiva en el hemisferio, que garantizara la respuesta ante un ataque en el continente. Es decir una alianza militar en la práctica, la única de la que fueron parte las fuerzas armadas mexicanas, no obstante, y a pesar de sus invocaciones nunca se presentó una participación mexicana, de hecho como tal nunca hubo una respuesta armada basada en el TIAR. El gobierno mexicano abandonó el tratado en 2002 al considerarlo obsoleto.
Después de la Segunda Guerra Mundial, las Fuerzas Armadas de México no han tenido ningún enfrentamiento bélico con potencia extranjera, enfocándose solamente en asuntos internos. Destaca formalmente la participación del Ejército Mexicano y la Fuerza Aérea en contener al Ejército Zapatista de Liberación Nacional durante los primeros días de enero de 1994 y desde 2006 la participación del Ejército, la Armada y la Fuerza Aérea en la Guerra Contra el Narcotráfico.

## Actualidad
Desde el final de la Segunda Guerra Mundial, no existen tropas mexicanas en el extranjero en misiones militares. Y dada la frontera común con los Estados Unidos, no existe ninguna amenaza beligerante externa al país.
Sin embargo, a manera de disuasión, comparada con otros ejércitos de Latinoamérica, las Fuerzas Armadas de México son una de las más grandes, pero a la vez, de las que menor cantidad del producto interno bruto dedica; a últimas fechas esto se ha visto incrementado, principalmente para reforzar el combate al crimen organizado. De acuerdo al Global Firepower de 2023, las fuerzas armadas mexicanas ocupan el lugar 31 entre 145 instituciones armadas del mundo (3.º en América Latina), en términos generales de acuerdo a un conjunto de sesenta métricas que incluyen: la cantidad de personal, el número y calidad de vehículos de combate terrestre, aéreo y naval, el gasto en relación con el PIB, el total de reservas que pueden ser movilizadas, las materias primas disponibles, las características del territorio nacional, la capacidad de fuego (armamento pesado), entre otros.

### Componentes de las Fuerzas Armadas

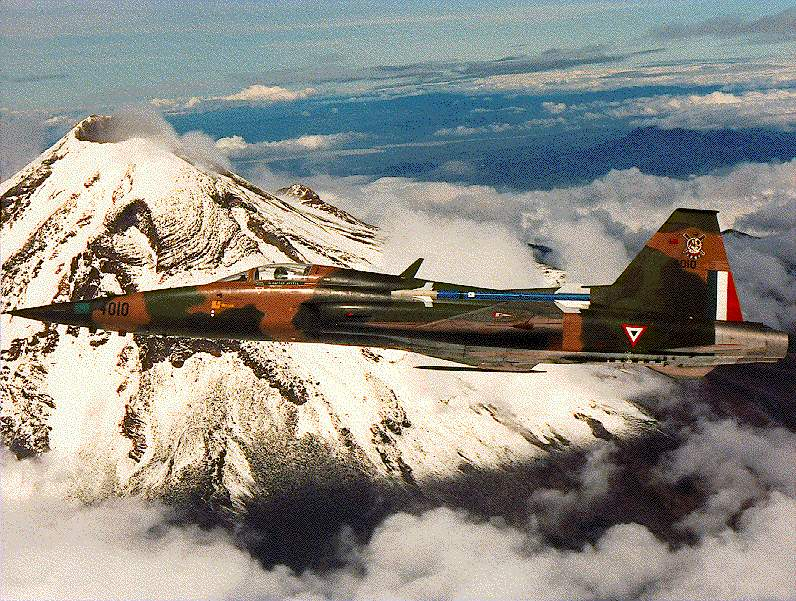
Northrop F-5 de la Fuerza aérea.

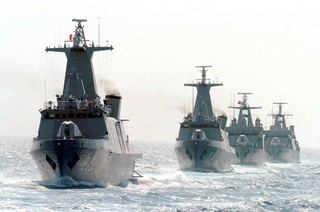
Patrullas Oceánicas Clase Durango.

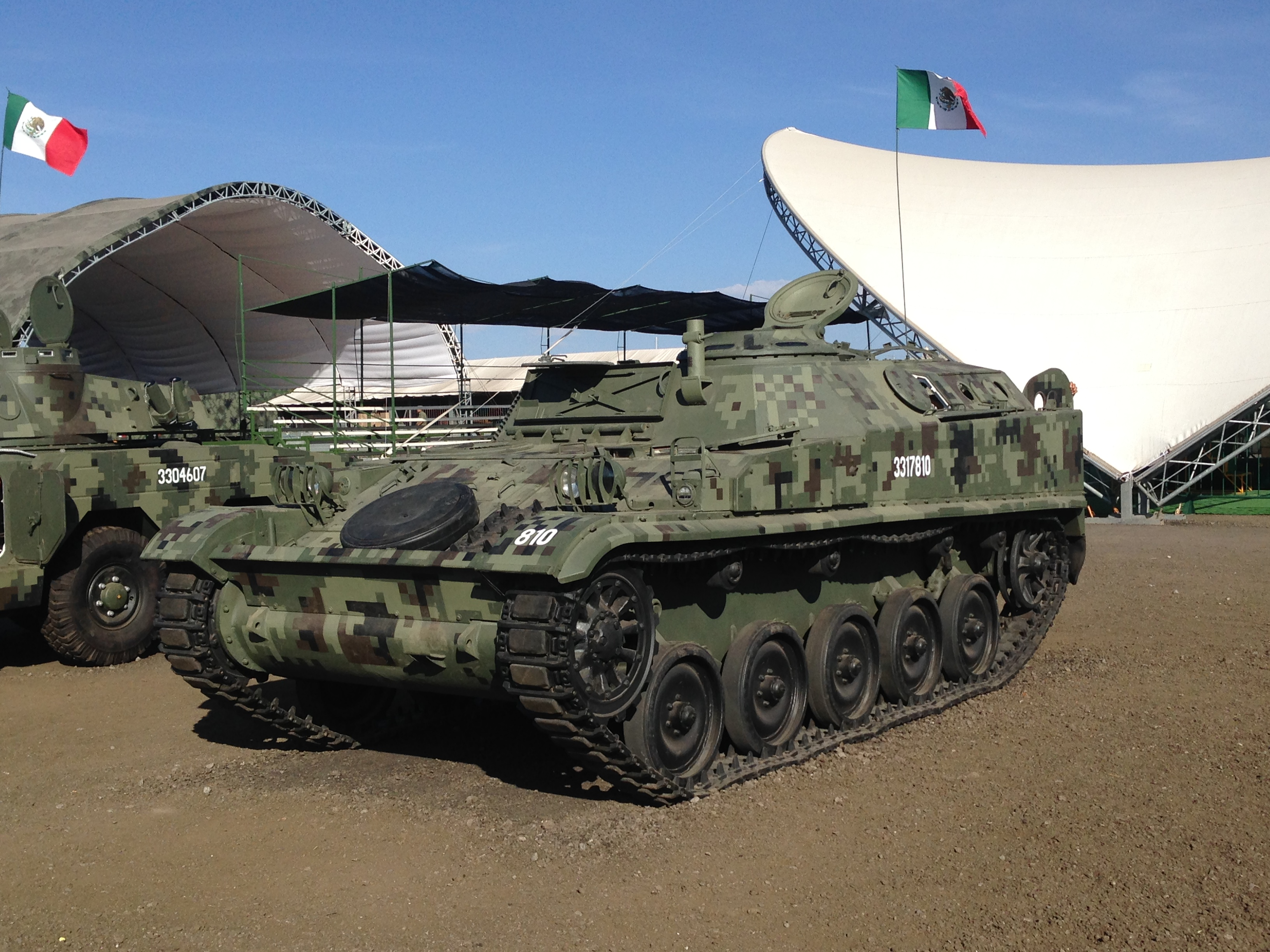
Vehículo AMX-VCI del Ejército Mexicano.

En 2025 están integradas por 398 002 elementos en total, divididos en tres instituciones militares permanentes, agrupadas en dos Secretarias de Estado que son: Secretaría de la Defensa Nacional (a cargo del Ejército Mexicano y la Fuerza Aérea Mexicana) y Secretaría de Marina (a cargo de la Armada de México).
El «Mando Supremo», y el único facultado para disponer de las tres fuerzas, de forma parcial y total, es el Presidente de México. Sin embargo La administración y alto mando corresponden al General Secretario de la Defensa (para las dos primeras ramas) y al Almirante Secretario de Marina. La operatividad del Ejército y la Fuerza Aérea están a cargo del Jefe del Estado Mayor Conjunto de la Defensa Nacional y los Comandantes del Ejército y la Fuerza Aérea respectivamente; y en el caso de la Armada del Jefe de Estado Mayor General de la Armada. Por lo anterior, el presidente, podrá en todo momento coordinar alguna con las otras dos ramas, o con cualquier autoridad policial, para el cumplimiento de sus misiones generales.
- Ejército Mexicano: 275 443 soldados (2025).[27] Es la rama terrestre de las Fuerzas Armadas y depende de la Secretaría de la Defensa Nacional. Se encarga de la defensa del territorio y soberanía nacional, garantizar la seguridad interior e instrumentar el Plan DN-III-E en caso de desastres. Sus integrantes surgen del servicio militar voluntario y del servicio militar nacional, que es además su fuerza de reserva.
- Armada de México: 92 043 marinos (2025).[28] Es la rama marítima de las Fuerzas Armadas y depende de la Secretaría de Marina. Se encarga de la vigilancia y salvaguardia de las costas, el mar territorial, la zona económica exclusiva y el espacio aéreo marítimo de México, con el fin de garantizar la soberanía nacional y la seguridad interior; también tiene a su cargo la inspección de las aguas interiores, vías fluviales y lacustres navegables, e instrumentar el «Plan Marina» en caso de desastres.
- Fuerza Aérea Mexicana: 30 516 elementos (2025).[27] Es la rama del aire en las Fuerzas Armadas y depende de la Secretaría de la Defensa Nacional. Se encarga de la defensa del espacio aéreo, el territorio y soberanía nacional, garantizar la seguridad interior e instrumentar el Plan DN-III-E en caso de desastres.

#### Participación femenina
Por tradición, las Fuerzas Armadas de México estaban compuestas fundamentalmente de varones. En las unidades de servicio, el acceso a la mujer estaba restringido, por razones poco éticas. Por ello, en 1938 sólo se les dio acceso al Ejército a través de la creación de la Escuela Militar de Enfermeras. Sería hasta 1973 cuando se amplió su ingreso a la Escuela Médico Militar y desde su fundación en 1976 la Escuela Militar de Odontología.
En 2022, de entre los 260 372 miembros del Ejército y Fuerza Aérea, tan solo 32 000 eran mujeres; en tanto en la Armada son 12 144 de 75 181.

### Presupuesto
Para el año 2025, el presupuesto asignado fue de 224 176 495 255 (doscientos veinticuatro mil, ciento setenta y seis millones, cuatrocientos noventa y cinco mil, doscientos cincuenta y cinco) pesos; 158 287 750 650 (ciento cincuenta y ocho mil, doscientos ochenta y siete millones, setecientos cincuenta mil, seiscientos cincuenta) para la SEDENA y 65 888 744 605 (sesenta y cinco mil, ochocientos ochenta y ocho millones, setecientos cuarenta y cuatro mil, seiscientos cinco) para la SEMAR.

## Estructura de mando
Las Fuerzas Armadas de México cuentan con una estructura integrada por un mando supremo, un alto mando, mandos superiores y mandos de unidades o subordinados.
| Ejército | Fuerza Aérea | Guardia Nacional | Armada |
| --- | --- | --- | --- |
| Mando Supremo. | | | |
| Presidente de los Estados Unidos Mexicanos Comandante Supremo de las Fuerzas Armadas | | | |
| Alto Mando. | | | |
| Secretario de la Defensa Nacional - Estado Mayor Conjunto de la Defensa Nacional. - Inspección y Contraloría General del Ejército, Fuerza Aérea y Guardia Nacional. - Órganos del Fuero de Guerra. - Direcciones Generales de la Secretaría de la Defensa Nacional. - Centro Nacional de Vigilancia y Protección del Espacio Aéreo.                                                | Secretario de la Defensa Nacional - Estado Mayor Conjunto de la Defensa Nacional. - Inspección y Contraloría General del Ejército, Fuerza Aérea y Guardia Nacional. - Órganos del Fuero de Guerra. - Direcciones Generales de la Secretaría de la Defensa Nacional. - Centro Nacional de Vigilancia y Protección del Espacio Aéreo.                       | Secretario de la Defensa Nacional - Estado Mayor Conjunto de la Defensa Nacional. - Inspección y Contraloría General del Ejército, Fuerza Aérea y Guardia Nacional. - Órganos del Fuero de Guerra. - Direcciones Generales de la Secretaría de la Defensa Nacional. - Centro Nacional de Vigilancia y Protección del Espacio Aéreo. | Secretario de Marina - Estado Mayor General de la Armada - Consejo del Almirantazgo - Unidad de Inteligencia Naval - Subsecretaría - Oficialía Mayor - Inspección y Contraloría General de Marina - Coordinación General de Puertos y Marina Mercante - Agregadurías Navales |
| Mandos superiores. | | | |
| - Comandante del Ejército. - Estado Mayor del Ejército - Comandantes de Regiones Militares. - Comandantes de Zonas Militares. - Comandantes de las Bases Aéreas Militares - Comandantes de las Grandes Unidades Terrestres o Aéreas. - Comandantes de las Unidades conjuntas o combinadas. - Comandantes de las Unidades Circunstanciales que el Alto Mando determine implementar. | - Comandancia de la Fuerza Aérea. - Estado Mayor de la Fuerza Aérea. - Comandantes de Regiones Aéreas-Militares. - Comandantes de las Bases Aéreas Militares. - Comandantes de las Grandes Unidades Aéreas. - Comandantes de las Unidades conjuntas o combinadas. - Comandantes de las Unidades Circunstanciales que el Alto Mando determine implementar. | - Comandancia de la Guardia Nacional. - Jefatura General de Coordinación Policial. - Coordinador territorial - Coordinador estatal - Coordinador de Unidad - Coordinadores de las Unidades Circunstanciales que el Alto Mando determine implementar.                                                                                | - Comandantes de Fuerzas Navales. - Comandantes de Regiones Navales. - Cuartel general del Alto Mando. - Comandantes de Zonas Navales. |
| Mandos de unidades. | | | |
| - Grupo de ejércitos - Ejército en operaciones - Cuerpo de ejército - División - Brigada - Regimiento - Batallón - Agrupamiento - Compañía - Sección - Pelotón - Escuadra. | - Unidades de Vuelo. - Pilotos Aviadores - Tropas Terrestres de la Fuerza Aérea - Unidades de servicios de la Fuerza Aérea. | - División - Brigada - Regimiento - Batallón - Agrupamiento - Compañía - Sección - Pelotón - Escuadra. | - Comandantes de Sectores Navales. - Comandantes de Bases Aeronavales. - Comandantes de Brigadas de Infantería de Marina. - Comandantes de Brigadas Anfibias de Infantería de Marina. - Comandantes de Unidades de Operaciones Especiales. - Comandantes de Flotillas Navales. - Comandantes de Escuadrones Aeronavales. - Comandantes de Batallones de Infantería de Marina; - Comandantes de Escuadrillas Navales. - Comandantes de Unidades de Superficie. - Comandantes de Unidades Aeronavales. - Comandantes de Compañías de Infantería de Marina. - Comandantes de Unidades Navales de Protección Portuaria. - Comandantes de Estaciones Navales de Búsqueda, Rescate y Vigilancia Marítima. |

### Mando supremo
El Comandante Supremo de las Fuerzas Armadas es el Presidente de México, según lo establece la Constitución Mexicana; por lo anterior, su insignia militar es la de un general de cinco estrellas, única en el país. El Senado de la República es quien autoriza la salida de tropas del territorio nacional. El Presidente nombra y remueve libremente a los titulares de las Secretaría de la Defensa Nacional que comanda el Ejército, la Fuerza Aérea y la Guardia Nacional, y de la Secretaría de Marina que comanda la Armada, y que forman ambos parte de su Gabinete; sin embargo, los ascensos de Generales y Almirantes deben de ser ratificados por el Senado de la República.

### Alto mando
El alto mando del Ejército y de la Fuerza Aérea Mexicanos recae en el titular de la Secretaría de la Defensa Nacional, quien es un militar con grado de general de división a quien se le denomina solamente como "general" o "general secretario"; quien ostenta las insignias de general de cuatro estrellas. El alto mando de la Armada de México recae en el titular de la Secretaría de Marina, quien es un marino con grado de Almirante. Ambos cargos ejercen el alto mando a través de los funcionarios de primer nivel de los despachos correspondientes.

### Mandos superiores
En el Ejército, los mandos superiores son el Comandante del Ejército, los comandantes de las regiones y zonas militares; en la Armada son mandos superiores en jefe los titulares de las fuerzas navales y de las regiones navales, y mandos superiores los titulares de las zonas navales; en la Fuerza Aérea el mando superior recae en el Comandante de la Fuerza Aérea.
Además, cuando se combinan dos o más fuerzas armadas, son mandos superiores los comandantes de las grandes unidades terrestres o aéreas; los comandantes de las unidades conjuntas o combinadas; y los comandantes de las unidades circunstanciales que el alto mando determine.

### Mandos de unidades o subordinados
En el Ejército existen las unidades de arma (Infantería, Caballería, Artillería, Blindada e Ingenieros); en la Fuerza Aérea las unidades de vuelo (vuelo y tropa terrestre); y ambos, el Ejército y la Fuerza Aérea cuentan con las unidades de servicios (Ingenieros, Cartográfico, Transmisiones, Materiales de Guerra, Transportes, Administración, Intendencia, Sanidad, Justicia, Veterinaria y Remonta, Meteorológico, Control de Vuelo y Material Aéreo). Cada unidad cuenta con su oficial al mando.
En la Armada, los mandos subordinados son los titulares de sectores, subsectores, bases aeronavales, flotillas, escuadrones aeronavales, unidades de superficie y de infantería de marina y otros que designe el alto mando.

### Escalafón
El escalafón jerárquico y sus equivalentes según cada una de las fuerzas, es como sigue:
| Ejército Mexicano   | Armada de México      | Fuerza Aérea Mexicana |
| ------------------- | --------------------- | --------------------- |
| Generales           | Almirantes            | Generales             |
| General de División | Almirante             | General de División   |
| General de Brigada  | Vicealmirante         | General de Ala        |
| General Brigadier   | Contraalmirante       | General de Grupo      |
| Jefes               | Capitanes             | Jefes                 |
| Coronel             | Capitán de Navío      | Coronel               |
| Teniente coronel    | Capitán de Fragata    | Teniente coronel      |
| Mayor               | Capitán de Corbeta    | Mayor                 |
| Oficiales           | Oficiales             | Oficiales             |
| Capitán Primero     | Teniente de Navío     | Capitán Primero       |
| Capitán Segundo     | Teniente de Fragata   | Capitán Segundo       |
| Teniente            | Teniente de Corbeta   | Teniente              |
| Subteniente         | Guardiamarina         | Subteniente           |
| Subteniente         | Primer Maestre        | Subteniente           |
| Subteniente         | Primer Contramaestre  | Subteniente           |
| Subteniente         | Primer Condestable    | Subteniente           |
| Cadete              | Cadete                | Cadete                |
| Alumno              | Alumno                | Alumno                |
| Clase               | Clase                 | Clase                 |
| Sargento Primero    | Segundo Maestre       | Sargento Primero      |
| Sargento Primero    | Segundo Contramaestre | Sargento Primero      |
| Sargento Primero    | Segundo Condestable   | Sargento Primero      |
| Sargento Segundo    | Tercer Maestre        | Sargento Segundo      |
| Sargento Segundo    | Tercer Contramaestre  | Sargento Segundo      |
| Sargento Segundo    | Tercer Condestable    | Sargento Segundo      |
| Cabo                | Cabo                  | Cabo                  |
| Cabo                | Cabo de Cañón         | Cabo                  |
| Cabo                | Cabo Hornos           | Cabo                  |
| Tropa               | Marinería             | Tropa                 |
| Soldado             | Marinero              | Soldado               |
| Soldado             | Fogonero              | Soldado               |

## Planes operativos
Desde 1985 el Ejército y la Fuerza Aérea cuentan con tres planes de defensa para casos específicos, que son:
- Plan de Defensa Nacional I (DN-I): Preparación de las fuerzas militares para repeler una agresión extranjera. Nunca se ha puesto en práctica debido a que la última vez que México fue agredido por un ejército extranjero fue en 1914, cuando las fuerzas armadas de Estados Unidos ocuparon los puertos de Veracruz y Tampico. Cabe señalar que México se rige constitucionalmente bajo el principio de no intervención, por lo que ninguna fuerza militar mexicana puede dejar el territorio nacional sin la autorización del Senado de la República y sin que exista previa declaración de guerra. La última declaración de guerra de México a nación extranjera fue en 1942 a Alemania, Italia y Japón durante la Segunda Guerra Mundial en la que se participó en los combates del Pacífico con el Escuadrón 201 de la Fuerza Aérea Mexicana.
- Plan de Defensa Nacional II (DN-II): Preparación de las fuerzas militares para proteger la seguridad interior o combatir la insurgencia interna. Ha sido utilizado en una sola ocasión en enero de 1994 para contener al Ejército Zapatista de Liberación Nacional en Chiapas, que desde la declaración unilateral de alto al fuego por parte del gobierno dos semanas después de iniciado el conflicto no se ha vuelto a poner en práctica oficialmente.
- Plan de Defensa Nacional III (DN-III o DN-III-E): Defensa en situación de desastre. Es el plan más comúnmente utilizado por el Ejército y la Fuerza Aérea. Su primera actuación -muy controvertida- fue durante los terremotos de 1985 en la Ciudad de México.

Por su parte, la Armada de México cuenta con:
- Plan MARINA: El Plan de Auxilio a la Población Civil fue establecido por la Armada de México desde 1959 para casos de desastre. Es la contraparte en la Armada del Plan DN-III del Ejército y Fuerza Aérea.[35]
- Sistema de Búsqueda y Rescate (SAR): Desde 2007 la Armada de México reestructuró su participación en la salvaguarda de la vida humana en el mar y creó un nuevo mecanismo para mejorar la calidad y la efectividad de sus esfuerzos en esta tarea mediante el Sistema de Búsqueda y Rescate y la instalación y puesta en funcionamiento de estaciones navales especializadas en Puerto Vallarta el 4 de octubre de 2007; Ensenada, Los Cabos, Huatulco, e Isla Mujeres el 16 de abril de 2008; Acapulco, Mazatlán, Yukalpetén (Yucatán) y Ciudad del Carmen el 16 de abril de 2009; y La Paz, Guaymas, Puerto Peñasco, Tampico y El Mezquital el 1 de junio de 2010.

### Misiones de ayuda humanitaria
La profesionalización y experiencia de las Fuerzas Armadas de México con los planes de auxilio a la población civil en el país ha permitido que desde 1996 presten ayuda humanitaria a otras 18 naciones, que se han visto afectadas por algún desastre. Se ha realizado dicha ayuda seis países de América Central, cinco de América del Sur, cuatro del Caribe, uno de América del Norte, uno de Asia y uno de Oceanía. A algunos de ellos hasta en varias ocasiones, como en el caso de El Salvador, al que se ha asistido en seis ocasiones.
De entre las acciones de ayuda humanitaria destacan la prestada a los Estados Unidos para apoyar a los daminficados por el Huracán Katrina y el Huracán Rita en septiembre de 2005; a Indonesia tras el tsunami a finales de 2004; y a Haití, tras el terremoto de enero de 2010.

### Misiones contra el narcotráfico

#### Campañas permanentes para la localización de sembradíos de narcóticos
El Ejército Mexicano a partir de 1946 inició su colaboración con la Policía de Narcóticos de la Secretaría de Salubridad y Asistencia (fundada en 1934) y con la Policía Judicial Federal de la Procuraduría General de la República para la localización y destrucción de sembradíos clandestinos de las sustancias restringidas por el Código Sanitario del 8 de junio de 1926 y sancionadas como delitos según lo establecido por el Código Penal. Para ello, se estableció la campaña permanente 1946-1947 para efectuar dichas localizaciones en zonas de difícil acceso.
La Fuerza Aérea se incorporó a la localización de sembradíos de adormidera a partir de la campaña de 1948-1949. Para reforzar la participación del Ejército y la Fuerza Aérea, durante la campaña de 1961-1962 se adquirió equipo exprofeso, como lanzallamas, vehículos Jeep, helicópteros y avionetas; y a partir de la campaña de 1967-1968 se comenzaron a utilizar herbicidas para la destrucción de plantíos.

#### Campañas permanentes contra el tráfico de narcóticos
En 1976 la participación del Ejército y de la Fuerza Aérea dejó de ser solamente de localización y de destrucción de sembradíos clandestinos, ya que se sumó a la intercepción del tráfico de drogas a los Estados Unidos que durante la década de 1970 se había incrementado notoriamente.
La campaña permanente de 1975-1976 fue reestructurada completamente por la Procuraduría General de la República para investigar a los grupos delincuenciales que traficaban las drogas a los Estados Unidos. Se crearon 12 zonas operativas en el país, se incorporaron sistemas electrónicos para la localización de los plantíos y se incrementaron los vehículos terrestres y aéreos.
En enero de 1977 se estableció la Operación Cóndor en el norte del país, en la que participaban las Fuerzas Armadas y la Policía Judicial Federal.
Las campañas permanentes contra los traficantes de narcóticos o narcotraficantes entre 1976 y el 18 de noviembre de 2007 arrojaron las siguientes bajas oficiales de las Fuerzas Armadas: El Ejército y la Fuerza Aérea en su conjunto han perdido a 2 generales, 13 jefes, 94 oficiales y 413 elementos de tropa, para sumar 522 elementos en total. Las bajas han sido durante la erradicación de plantíos, choques en carretera, caída de aviones y helicópteros, enfrentamientos armados, volcadura de camionetas y personal ahogado en maniobras ribereñas o de alta mar. Por su parte, la Armada ha tenido sólo 55 bajas en operaciones realizadas en las franjas costeras y en acciones en aguas territoriales.

## Servicio Militar Nacional
Todos los ciudadanos mexicanos varones tienen la obligación legal de prestar un año de Servicio Militar Obligatorio al cumplir los 18 años, con la opción de presentarla en forma anticipada a partir de los 16 años. El procedimiento por el que se realiza es mediante un sorteo público que se realiza en las oficinas de reclutamiento, donde se tramita una Cartilla de Identidad Militar. Durante el sorteo se nombran a los reclutas o conscriptos por orden en que se registraron (primero remisos) y de una urna se sacan bolas blancas, azules o negras.
- Bola blanca.- Al conscripto que obtiene una bola blanca le corresponde realizar el Servicio Militar Nacional en las unidades del Ejército o de la Fuerza Aérea Mexicanos. Se considera que el conscripto cumple con el servicio, encuadrado.
- Bola azul.- Al conscripto que obtiene la bola azul le corresponde hacerlo en las unidades de la Armada de México. Se considera que el conscripto cumple con el servicio, encuadrado.
- Bola negra.- El conscripto que obtiene la bola negra cumple a disponibilidad.

Para los conscriptos que quedan encuadrados en alguna de las fuerzas armadas (bolas blancas y azules) tienen la obligación de asistir a su adiestramiento todos los sábados a partir del mes de febrero y hasta el primer sábado del mes de diciembre del año que le corresponda. Existe la posibilidad de cumplir mediante programas de servicio civil como la alfabetización o el entrenamiento deportivo.
Para los conscriptos que quedan a disponibilidad (bolas negras) quedan bajo control de la Secretaría de la Defensa Nacional, a través de las comandancias de Regiones y Zonas Militares, pero sin tener que someterse al entrenamiento militar o a sus opciones civiles.
Otra opción para liberar la cartilla se implementó en 2013 en modo de: "encuadrado en una compañía" que consiste en un adiestramiento militar más completo en tres meses. Los conscriptos pueden liberar su cartilla de forma más rápida con esta modalidad. Las compañías son 12, una por cada región militar. Son tres periodos llamados escalones al año en que los jóvenes de 18 a 30 años pueden cumplir con el servicio militar.
Desde 2000 las mujeres también pueden prestar como encuadradas el Servicio Militar Nacional de forma voluntaria.
Al concluir el Servicio Militar en cualquiera de sus modalidades se expide una Hoja de Liberación que se anexa la Cartilla de Identidad Militar, la cual acredita el cumplimiento del Servicio Militar Nacional. Este documento es el que se conoce como Cartilla del Servicio Militar Nacional. Constituye, además, uno de los documentos básicos para los ciudadanos mexicanos varones y fue obligatorio presentarla para la expedición del pasaporte. La entrega de la cartilla liberada se hace normalmente al cumplir los diecinueve años de edad. En caso de incumplimiento, la entrega se retrasa y se considera que el conscripto es remiso.
Al dejar de ser la cartilla con la Hoja de Liberación un requisito para expedir pasaportes y poder salir del país, el número de varones mexicanos que no tramitan su cartilla o que no realizan el servicio encuadrados, llamados conscriptos remisos, ha crecido exponencialmente en el país y no hay sanción de ningún tipo por no presentar esta obligación.

## Derechos Humanos
Dada la mayor participación de las Fuerzas Armadas en la Guerra contra el Narcotráfico durante la presidencia de Felipe Calderón Hinojosa, han aumentado las quejas por violaciones de los derechos humanos de los ciudadanos mexicanos. Asimismo, han aumentado las recomendaciones emitidas por los organismos defensores de derechos humanos.
La Secretaría de la Defensa Nacional, para atender las quejas y recomendaciones emitidas por la Comisión Nacional de Derechos Humanos, creó en 1991 la Sección de Derechos Humanos en la Procuraduría General de Justicia Militar. Actualmente funciona la Dirección General de Derechos Humanos, que también atiende las quejas y recomendaciones de la Comisión Interamericana de Derechos Humanos y la Corte Interamericana de Derechos Humanos.
Asimismo, la Secretaría de Marina creó la Dirección de Derechos Humanos el 16 de noviembre de 2008, como parte de su Unidad Jurídica.
Ante la Comisión Nacional de Derechos Humanos, durante la administración de Felipe Calderón Hinojosa, hasta el 25 de agosto de 2010, se han presentado 4167 quejas por presuntas violaciones cometidas por personal militar. De ellas se han desprendido 62 recomendaciones. La Secretaría de la Defensa Nacional ha aceptado la totalidad de las recomendaciones, de las cuales 41 aún se está integrando o estar por integrar la averiguación previa correspondiente. Los procesos derivados de las recomendaciones se han investigado a 227 militares (ningún general, 21 jefes, 37 oficiales y 169 elementos de tropa). De ellos solo se han sentenciado a 7 y se les ha procesado jurídicamente a 42. El resto, 178 militares, solo tienen la calificación de indiciados en los procesos aún en proceso de investigación.